# 平松恵理香
平松 恵理香（ひらまつ えりか）は、日本のAV女優。

## 略歴・人物
2009年にデビューした熟女系AV女優である。

## 出演作品

### アダルトビデオ
2009年
- 電流アクメ拷問所 痙攣女体くらげ 6 （11月28日、ベイビーエンターテイメント）
- ザ・カメラテスト71 事務所の人には内緒だよ 言えません、イキすぎて腰が抜けちゃったなんて… （11月30日（レンタル） / 2010年11月26日（セル）、アテナ映像）…オムニバス作品 他出演:西野小春、立花みずき、木下えりな
- 淫乱だらけの人妻温泉 3 （12月1日、プレステージ）…共演:鮎川みさと、辻沙雪、藤倉みやび、桜ゆう
- 人妻カラダの価値 （12月3日、タカラ映像）
- 女尻オナニー Vol.3 （12月4日、ディーバ）…オムニバス作品 他出演:中森玲子、坂井麻衣、米山愛、今井知香、三浦直緒
- 人妻Delivery 03 （12月4日、GALY'z） ※「えりか」名義
- 美熟女専科 舐めまくり回春サロン （12月18日、虎堂）…オムニバス作品 他出演:星優乃、川瀬さやか、中森玲子、立木ゆりあ、橘美沙
- 美熟女アナル 5 （12月22日、アルファーインターナショナル）

2010年
- Men's コンビニエンス 3 《性感:騎乗位手コキ》 （1月4日、GLAY'z）…オムニバス作品 他出演:西野かなこ、横山みれい、倉本あいら、森谷みう、☆LUNA☆
- 花咲ナカバのレズビアンサークル ラブラブカップル温泉旅行 （1月22日、ディーバ）…共演:立木ゆりあ、今井知香、桐原あずさ
- 真 美熟女エロス 5 （1月29日、アルファーインターナショナル）
- オヤジの妄想ビル （2月1日、MOODYZ）…オムニバス作品 他出演:大越はるか ※「エリカ」名義
- 溜池ゴローを愛した女 私、女として本当の悦びを知りました。美熟女シリーズ 第9弾 （2月8日、光夜蝶）
- 貴方を見つめて語りかける官能小説オナニー 妄想朗読ミセスバーチャオナ 3 （2月19日、狂愛）
- 若妻不倫温泉 6 （2月19日、S級素人）
- 理由あり妻 不倫の旅 01 （3月5日、ゴーゴーズ）
- 近親ドキュメント 実兄の嫁さんと密会温泉旅行 （3月5日、虎堂）
- 美熟女お掃除フェラ 4 （3月5日、オフィスケイズ）…オムニバス作品 他出演:小澤マリア、桐原あずさ、横山みれい、立木ゆりあ、星優乃
- 乳首オナニー 2 （3月5日、オフィスケイズ）…オムニバス作品 他出演:希内あんな、平山みな、相田理紗、西川かな
- 私は痴女 人妻編 奥さん! 股間が燃えてます （3月6日（レンタル） / 4月9日（セル）、クリスタル映像）…オムニバス作品 他出演:若林美保、優喜ゆり、桜みちる、仲尾萌香、赤澤しおり
- 美熟女ベロベロ接吻手コキ （3月19日、虎堂）…オムニバス作品 他出演:早見るい、愛内凛、藤沢未央、小野里美
- 家庭教師の素顔 先生のいやらしい香り Vol.2 （3月25日、サポっ娘倶楽部）
- 禁断の扉 4 （4月2日、アウダースジャパン）…共演:鈴木ありす、篠原奈美、高橋メイ
- DOKIレズ 44 （4月2日、アウダースジャパン）…オムニバス作品 共演:篠原奈美 他出演:鈴木ありす、高橋メイ
- 女教師のお漏らし （4月2日、虎堂）…オムニバス作品 他出演:早見るり、広瀬すぎな、真白希実、深田聖美
- M性感 美熟女強制連続発射 3 〜2発連続でイカされる男たち〜 （4月5日、ジャネス）…オムニバス作品 他出演:辻さやか ほか
- 美人妻に汚いアナルを舐めてもらって手コキしてもらいました （4月5日、ジャネス）…オムニバス作品 他出演:国見奈々、辻さやか、桐原あずさ
- 人妻ガチンコテレフォンセックス 2 （4月16日、ジックス）…オムニバス作品 他出演:折原みさと、香山蘭、熊谷麻美
- 熟ズボッ! パンツめくって熟女のアソコがジュクってたら即ブチ込め! 突然メリッと!美熟女大集合 （4月11日（レンタル）、アテナ映像）…オムニバス作品 他出演:五十嵐しのぶ、霧島冴子、瀬名泉、高梨ひとみ
- 堕ちたS女の強制顔面圧迫拘束レズ （4月17日、ラハイナ東海）…オムニバス作品 他出演:小久保真樹、久保希、一条梨乃、紺野公佳、桜井美樹、長谷川沙希
- 裸エプロンでアナルズボズボオナニー （4月24日、ラハイナ東海）…オムニバス作品 他出演:紺野公佳、若林ひかる、川村典子、大貫希
- ノーモザイクアナルFUCK （5月1日、ワンズファクトリー）
- 張り型チンポ自慰 05 （5月1日、ワンズファクトリー）…オムニバス作品 他出演:成瀬心美、月野りさ、遠藤瀬梨那、愛菜りな、翔田千里、あづみ、妃乃ひかり、星野あかり、風間ゆみ
- センズリを見たがる淫らな美熟女 vol.3 （5月1日、虎堂）…オムニバス作品 他出演:朝倉菜々子、広瀬すぎな、早見るり、深田聖美
- ペニバン美人教師 〜アナル童貞男子生徒の教育指導〜 （5月5日、未来・フューチャー）…オムニバス作品 他出演:大槻ひびき ほか
- 友達の綺麗なお母さんに中出し 2 （5月21日、Nadeshiko）…共演:優喜ゆり
- 潮吹き乱れ妻 2 （5月25日、ながえスタイル）…オムニバス作品 他出演:樋口冴子
- 女体を味わい尽くすマニアックエロス「足フェチ」 （5月25日、ながえスタイル）…オムニバス作品 他出演:平山みな、橘枸杞、早見るり
- きれいな手 （5月27日、SODクリエイト）…オムニバス作品 他出演:愛海一夏、優木あおい、椎奈つばめ、泉結愛
- ご近所不倫 （5月27日、AROUND）
- 近親相姦物語 義母姉妹 （7月20日、ネクストイレブン）…共演:加賀ゆり子
- Men's コンビニエンス 10 《精飲サロン:昼間限定リアル若妻専門店》 （8月4日、GLAY'z）…オムニバス作品 他出演:宮村恋、森ゆきな、みなみゆず、片桐りの、豊田沙希、紗奈 ほか
- 美熟女悶絶遊戯 （8月20日、M・A・G）…オムニバス作品 他出演:真白希実、華山美玲、岡山涼花、若菜あゆみ
- むっちり桃尻お姉さんに騎乗（の）られちゃった僕。 2 （8月25日、アロマ企画）…オムニバス作品 他出演:水沢真樹、晶エリー(大沢佑香、新井エリー)、星崎アンリ
- 素人参加型 2人のエロエロお姉さんに全身くまなく舐め回されてみませんか? （10月13日、アロマ企画）…共演:西川紗希
- たびじ 兄貴の嫁 （10月21日、タカラ映像）
- 百合薔薇 ニューハーフと女装子と痴女優 （10月25日、TRANS CLUB）…共演: 早見るり、湯本千夏、愛
- 超接近いじりっこ 〜密着して手マンさせられながら手コキされた僕〜 （11月5日、ジャネス）…オムニバス作品 他出演:成瀬心美、辻本りょう、坂崎まお、並木るか